# 蛇口クルーズセンター

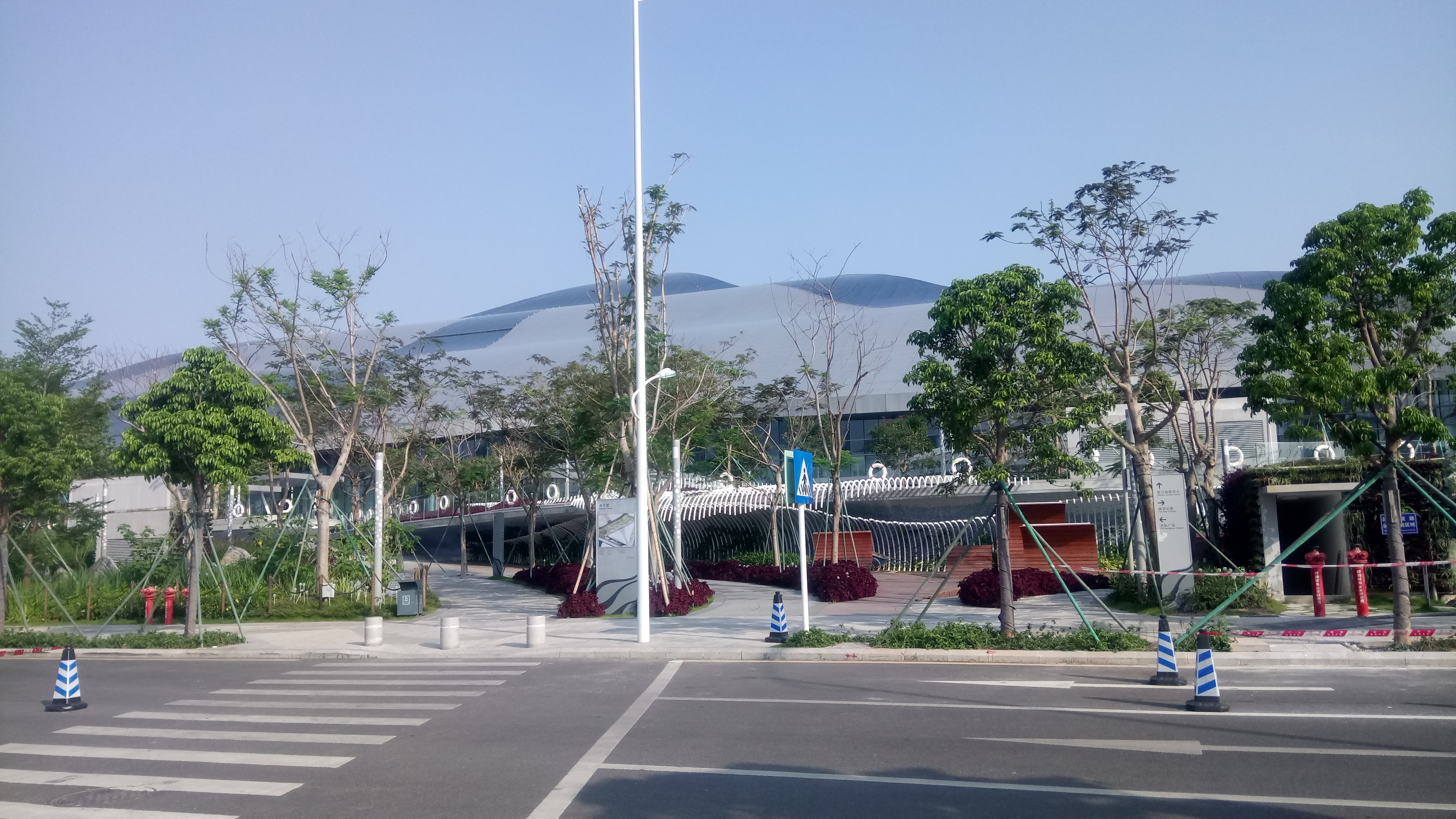
蛇口クルーズセンターは中国語で蛇口郵輪中心という

蛇口クルーズセンター（じゃこうクルーズセンター、中国語: 蛇口郵輪中心）は、中華人民共和国広東省深圳市南山区蛇口街道にあるフェリーターミナルで、香港やマカオ間との出入国管理も行っている。以前は蛇口フェリーターミナル（蛇口客運碼頭）がその役割を果たしていたが、機能移転し、2016年10月31日に正式に運用を開始した。
蛇口港から東京港への貨物船は約1週間かかる。日本で販売されているカプセルトイの80%は中国製で、同港から輸出されているものが多い。

## 施設
フランスの建築家・デニス ラミングによって設計された。ターミナルビルは三角形の形をしており、総建築面積は13万平方メートル。客船用埠頭を3つ備えており、近距離の大湾区（広東・香港・マカオ）間の中型船舶のみならず、比較的大型の外洋定期船をも受け入れ可能となっている。また、施設内には吉野家、ケンタッキーフライドチキン、コンビニエンスストアなどがある。

## 定期航路
- 香港国際空港スカイピア
- 香港上環マカオ・フェリー・ターミナル
- マカオアウター・ハーバー・フェリーターミナル
- 珠海九洲港、外伶仃島、桂山島、東澳島

## アクセス

### バス
- バス停名：蛇口郵輪中心
  - B601番、331番、332番

### 地下鉄
- 深圳地下鉄2号線蛇口港駅 - 蛇口クルーズセンターから1.5km離れている。

## ギャラリー

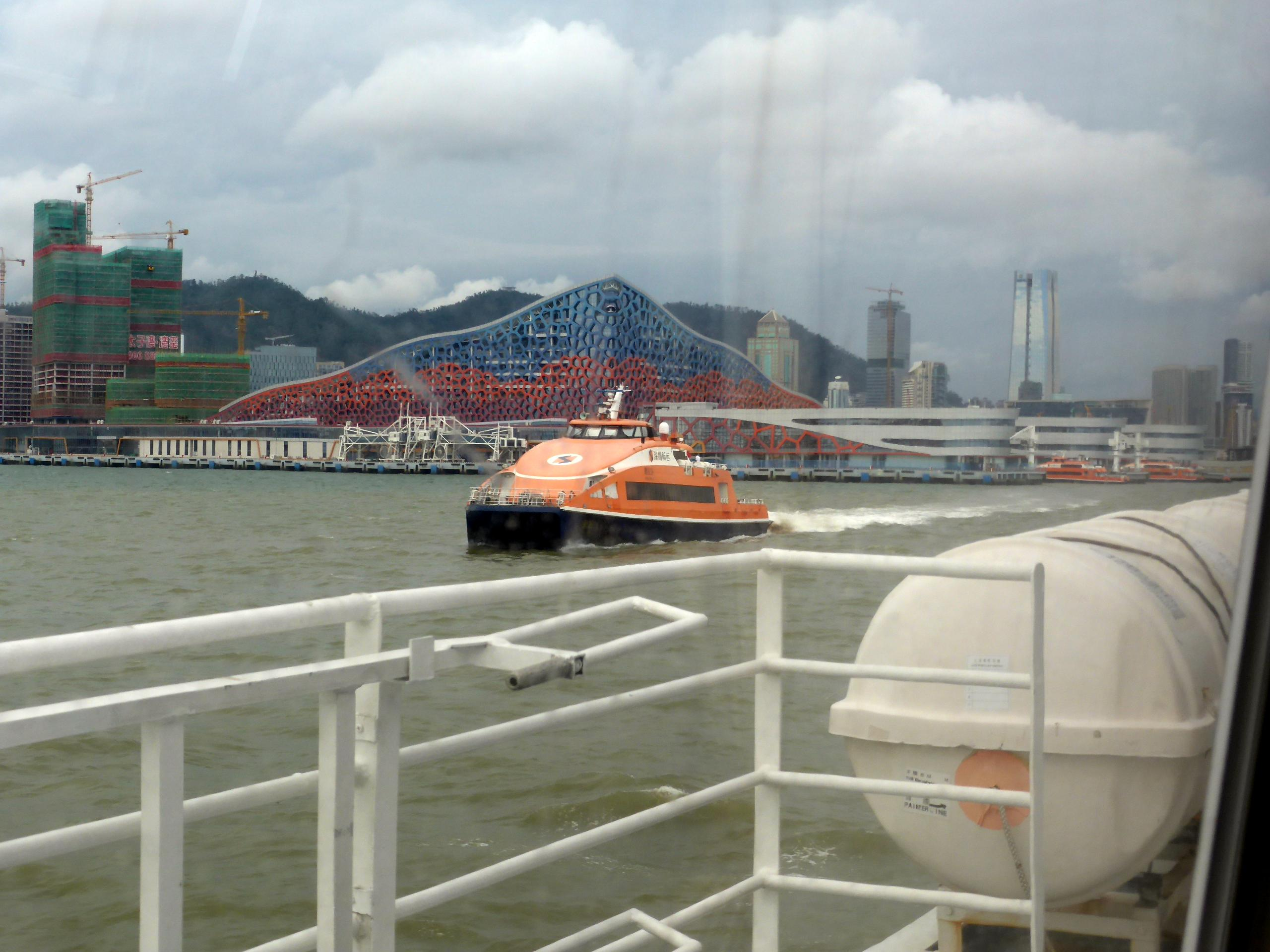
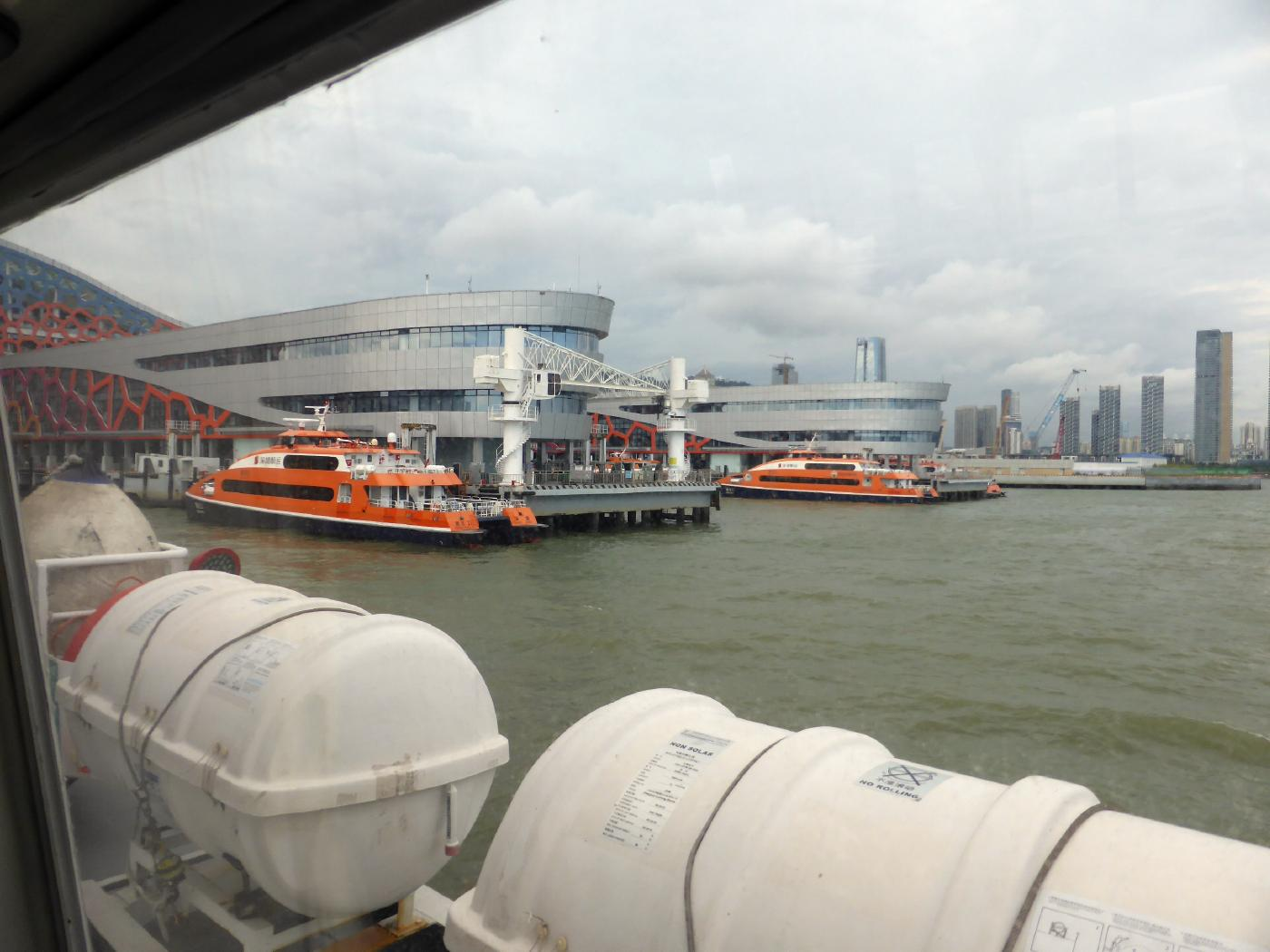
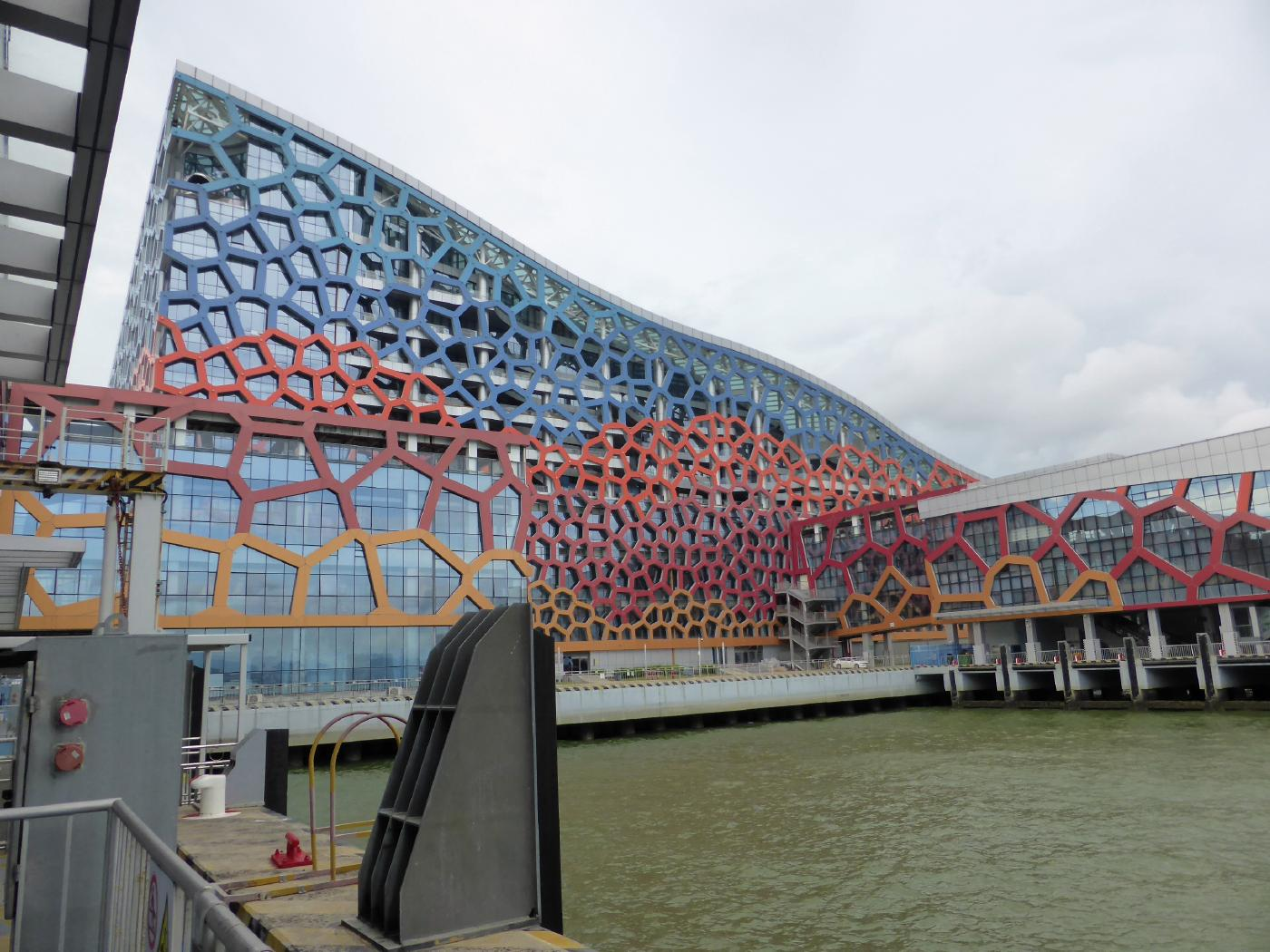
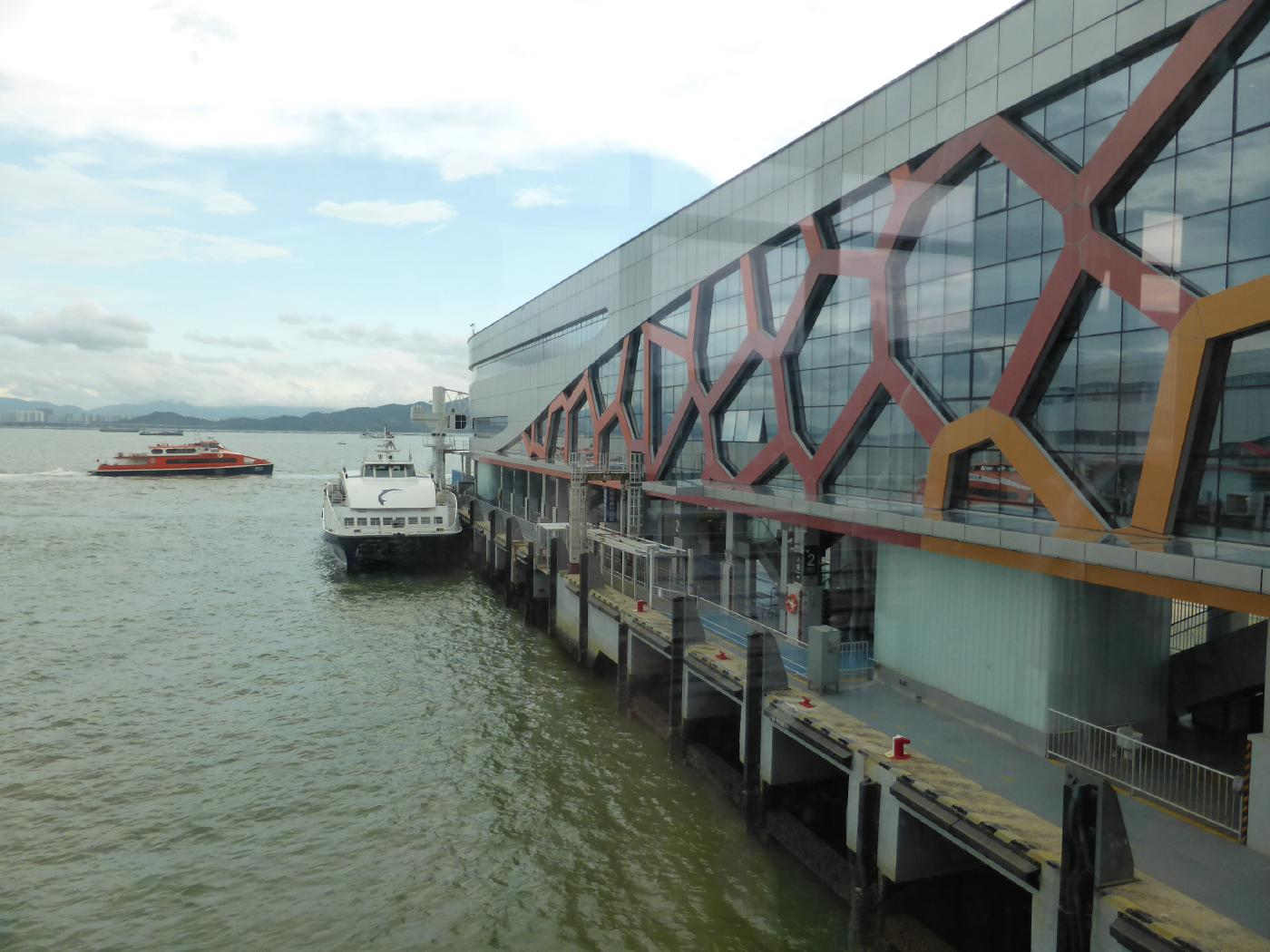
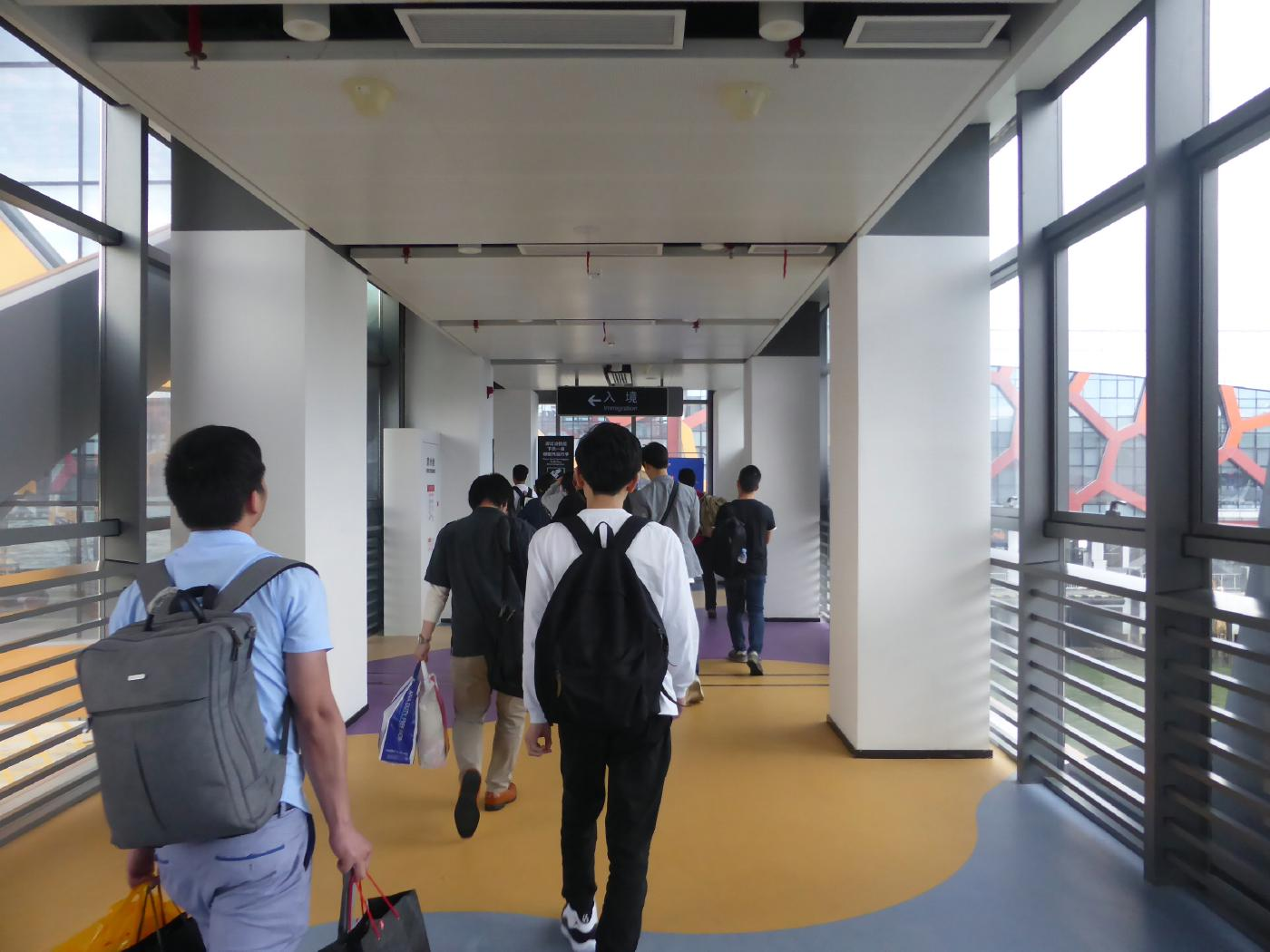
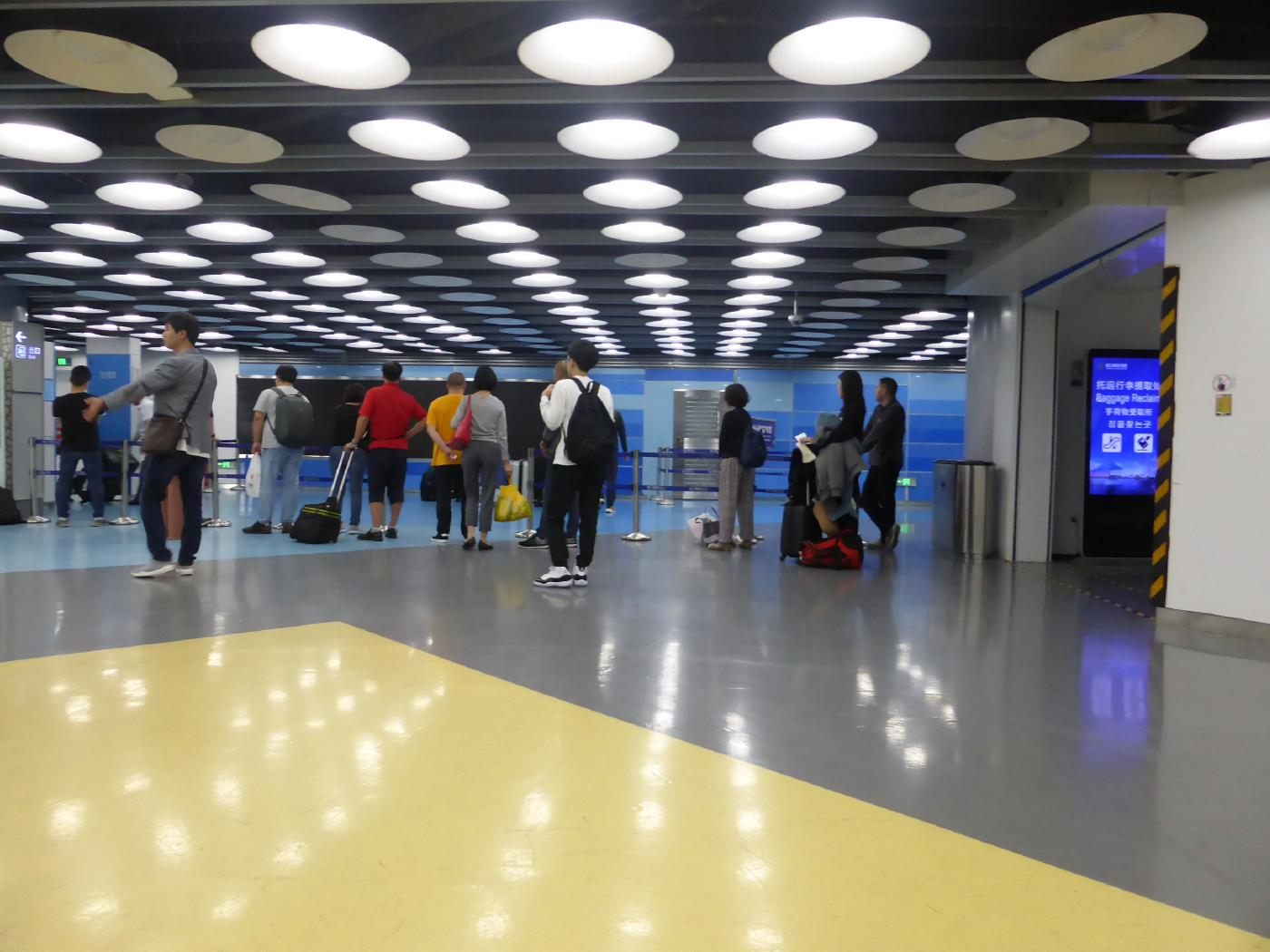
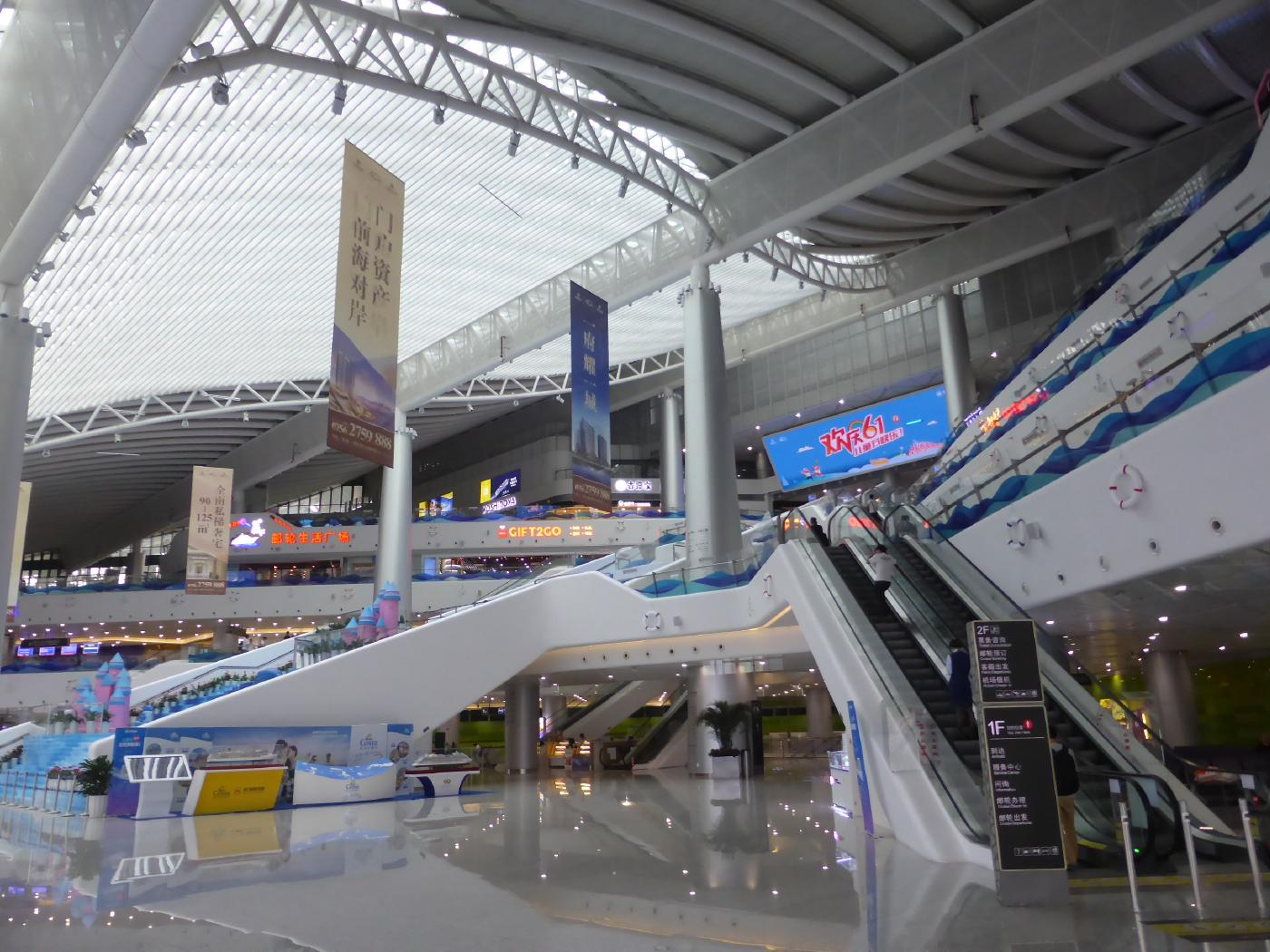
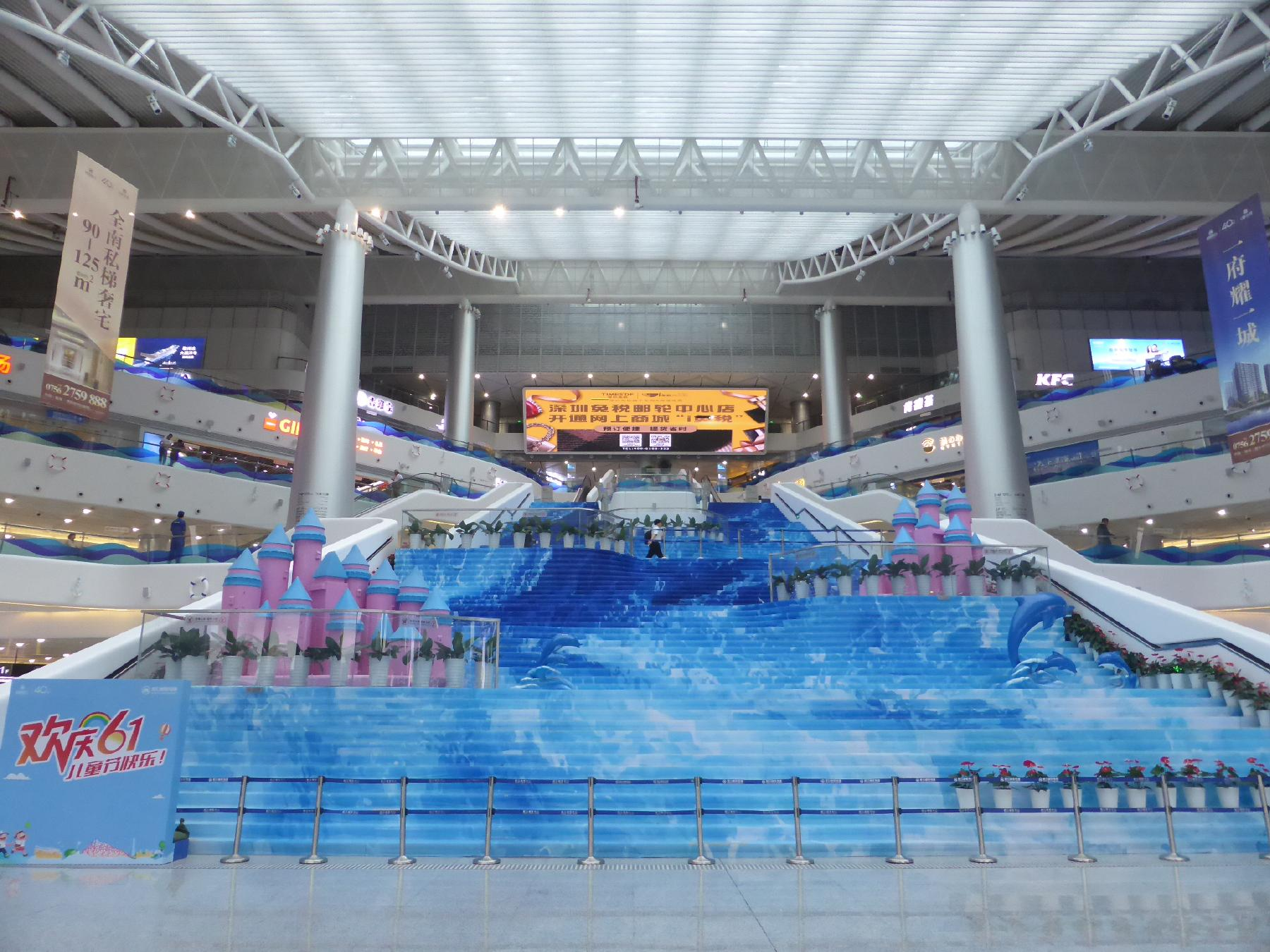
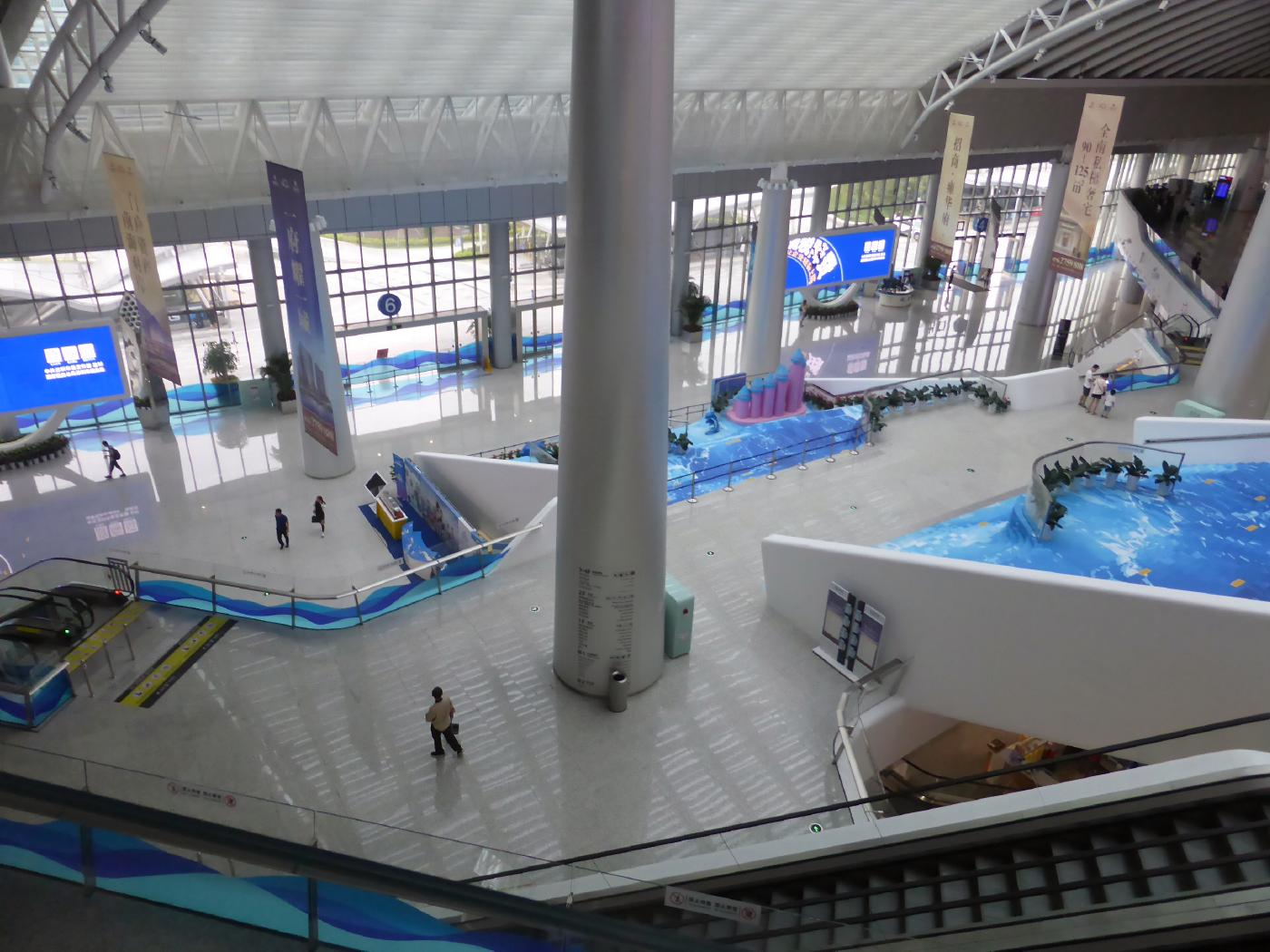
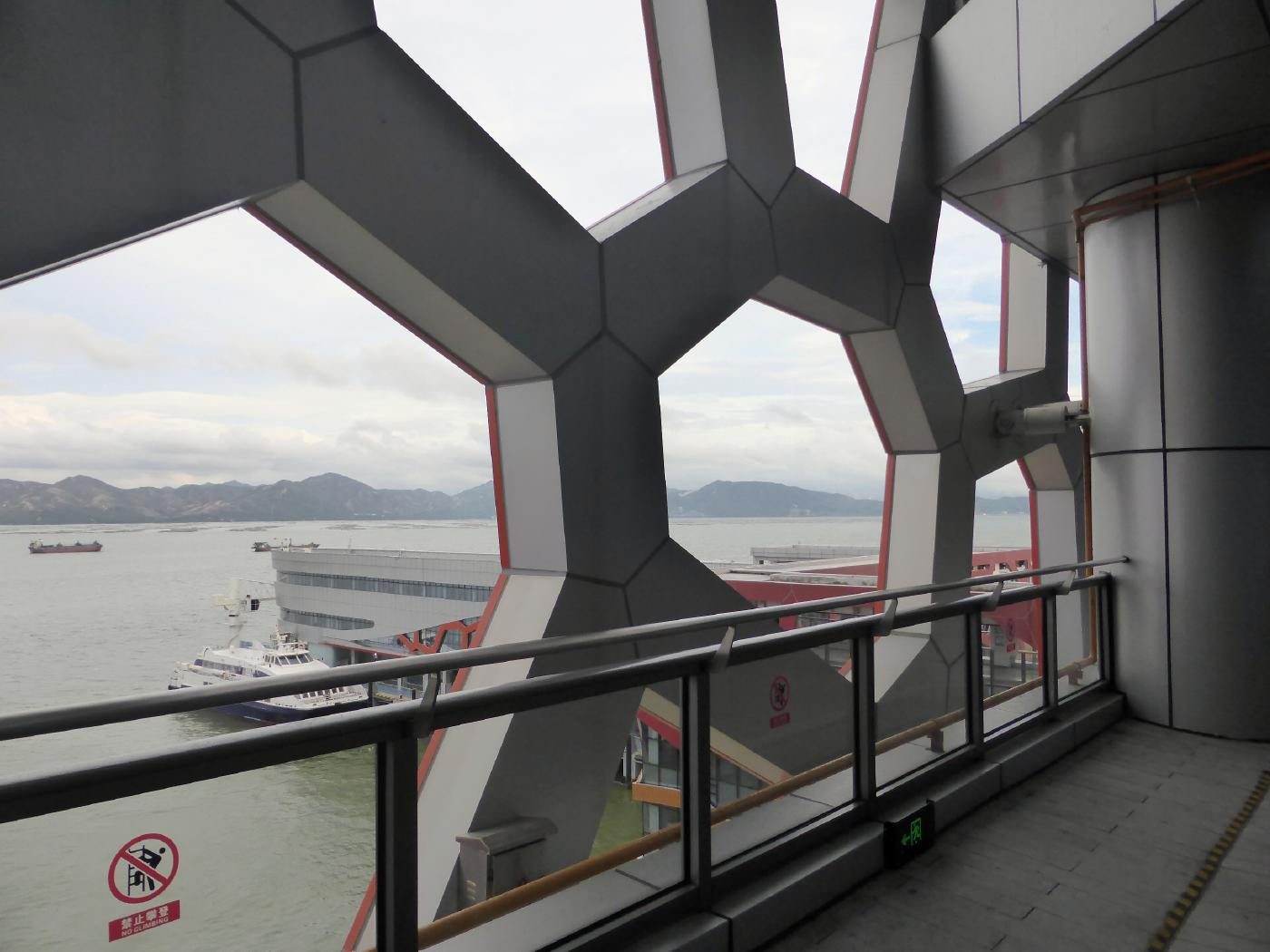
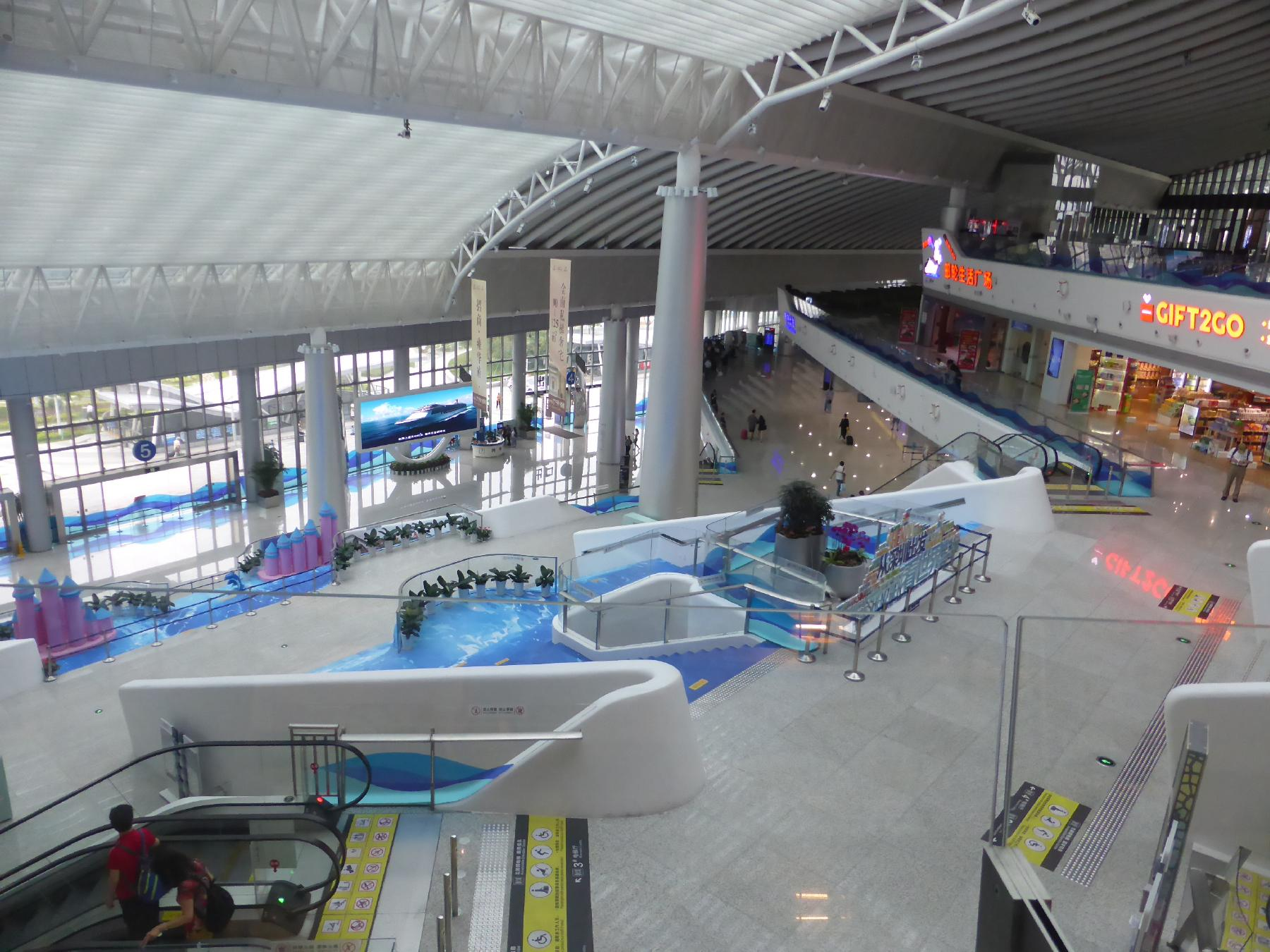
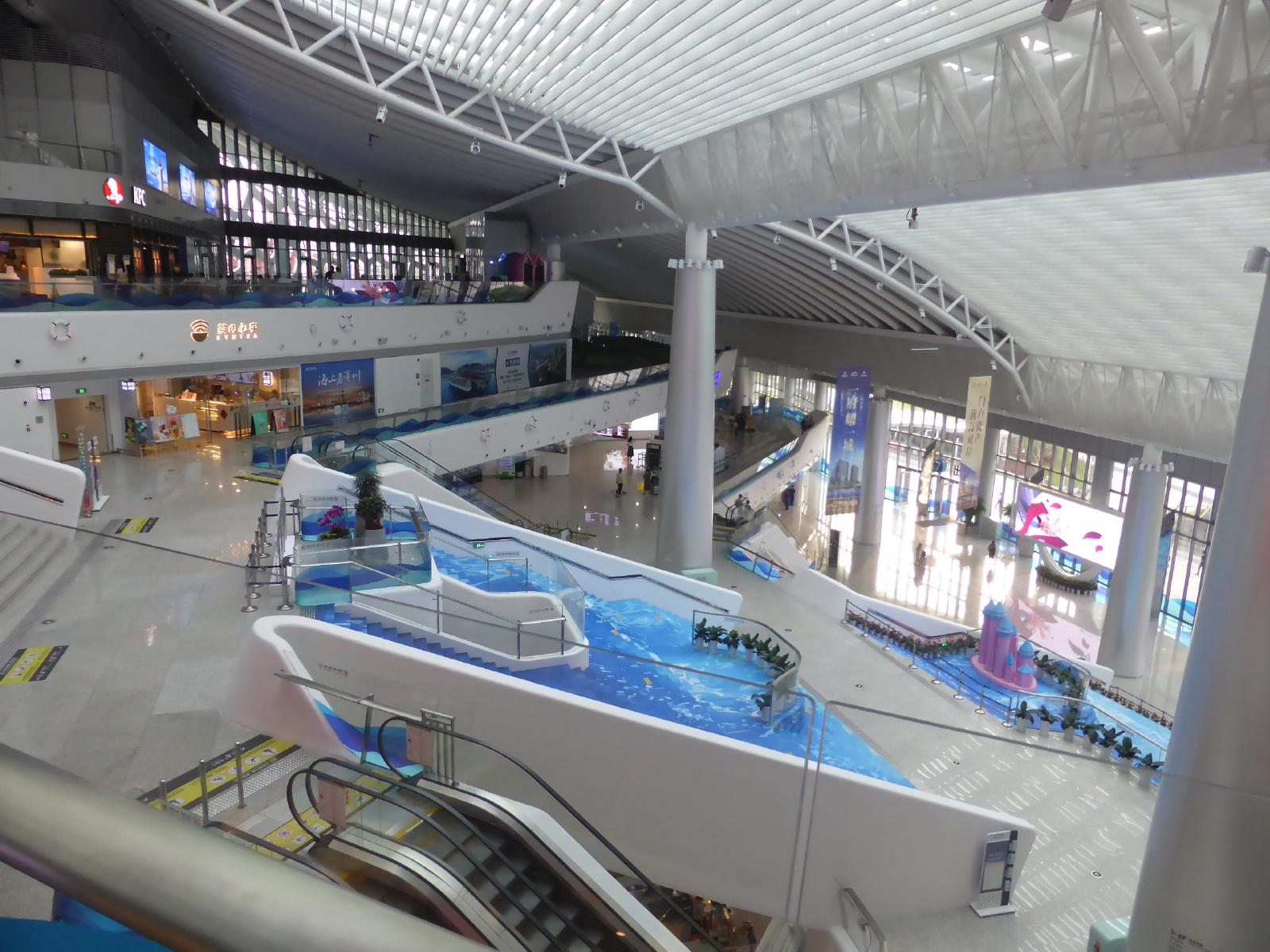
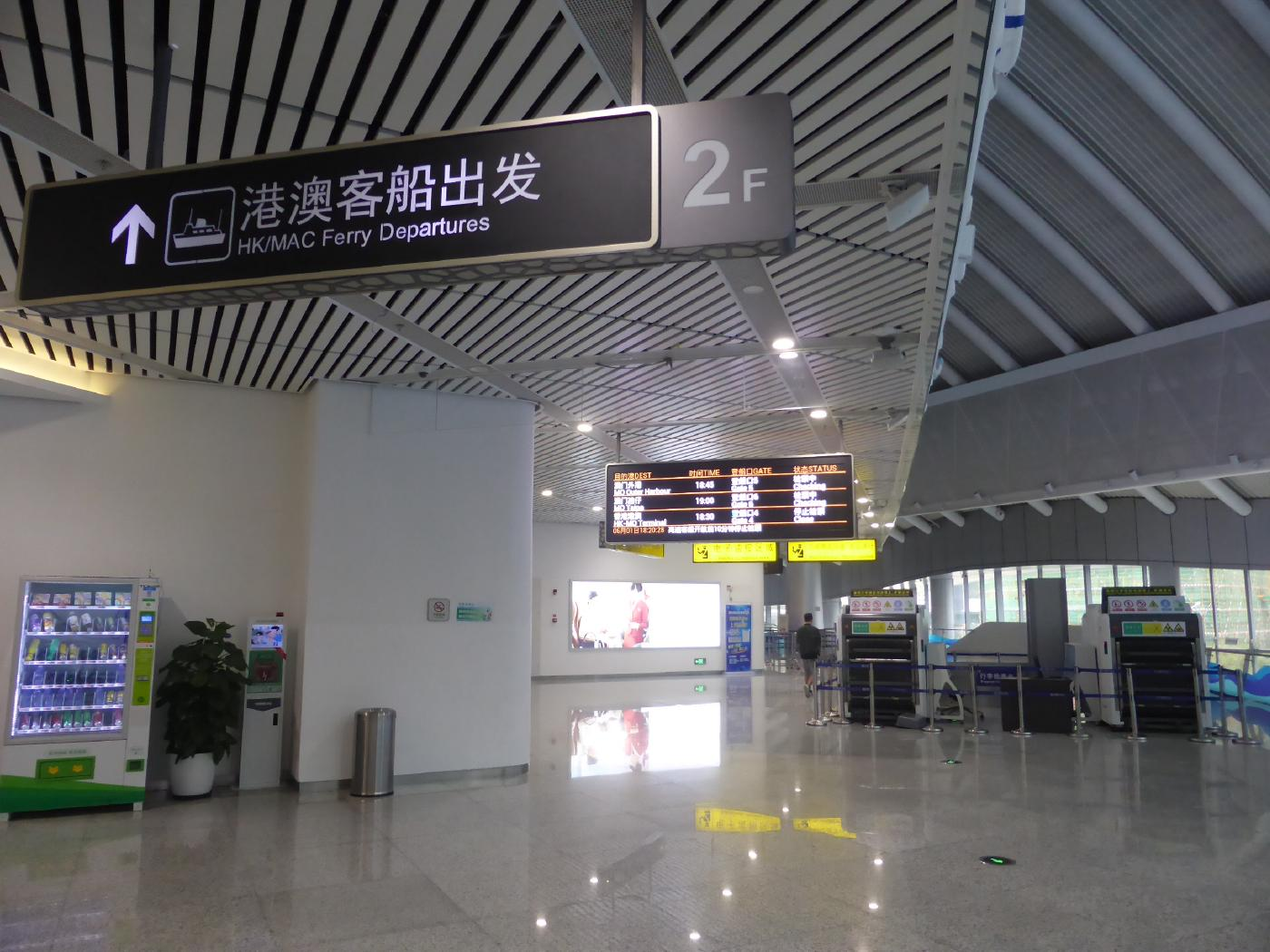
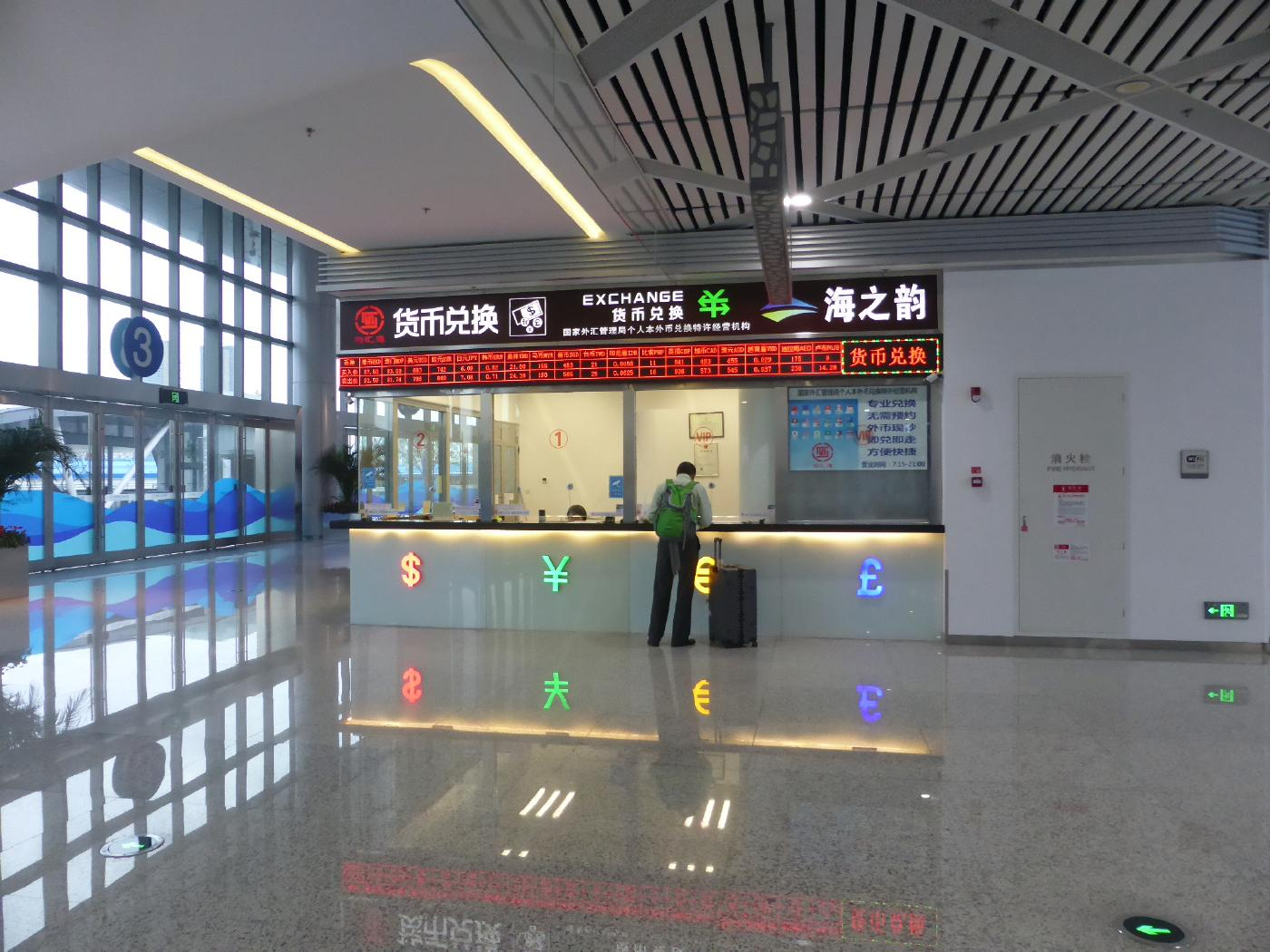
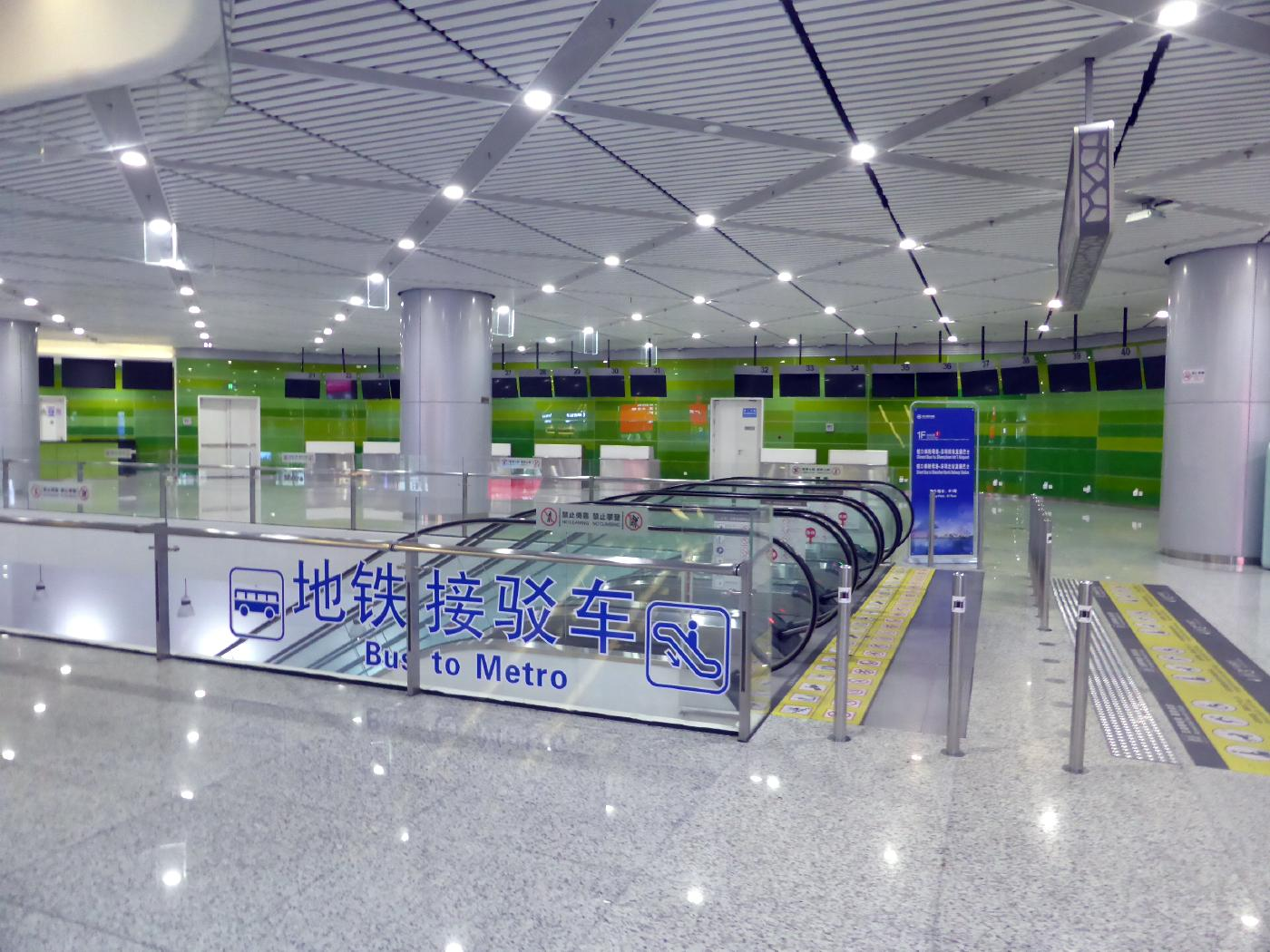
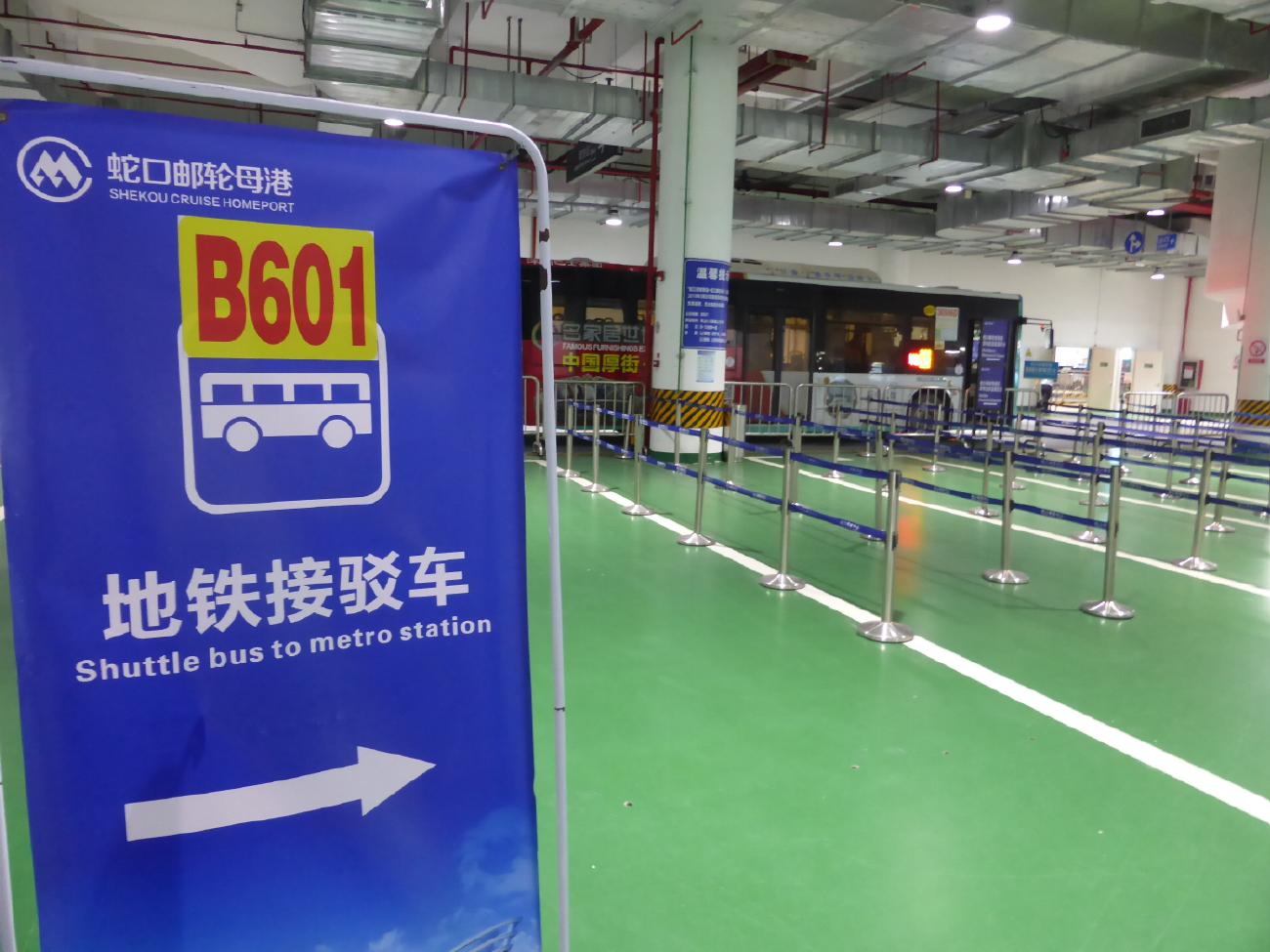
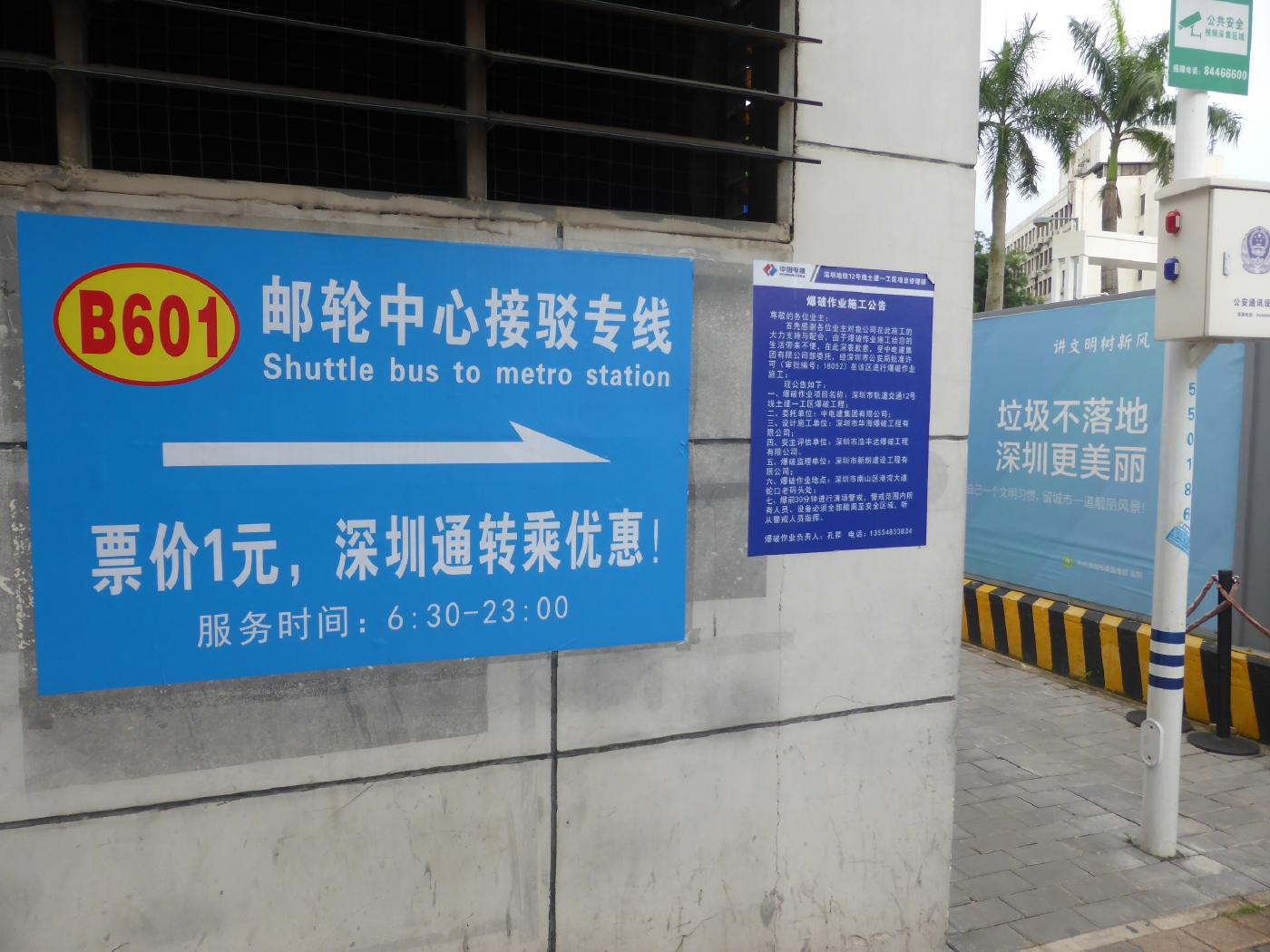
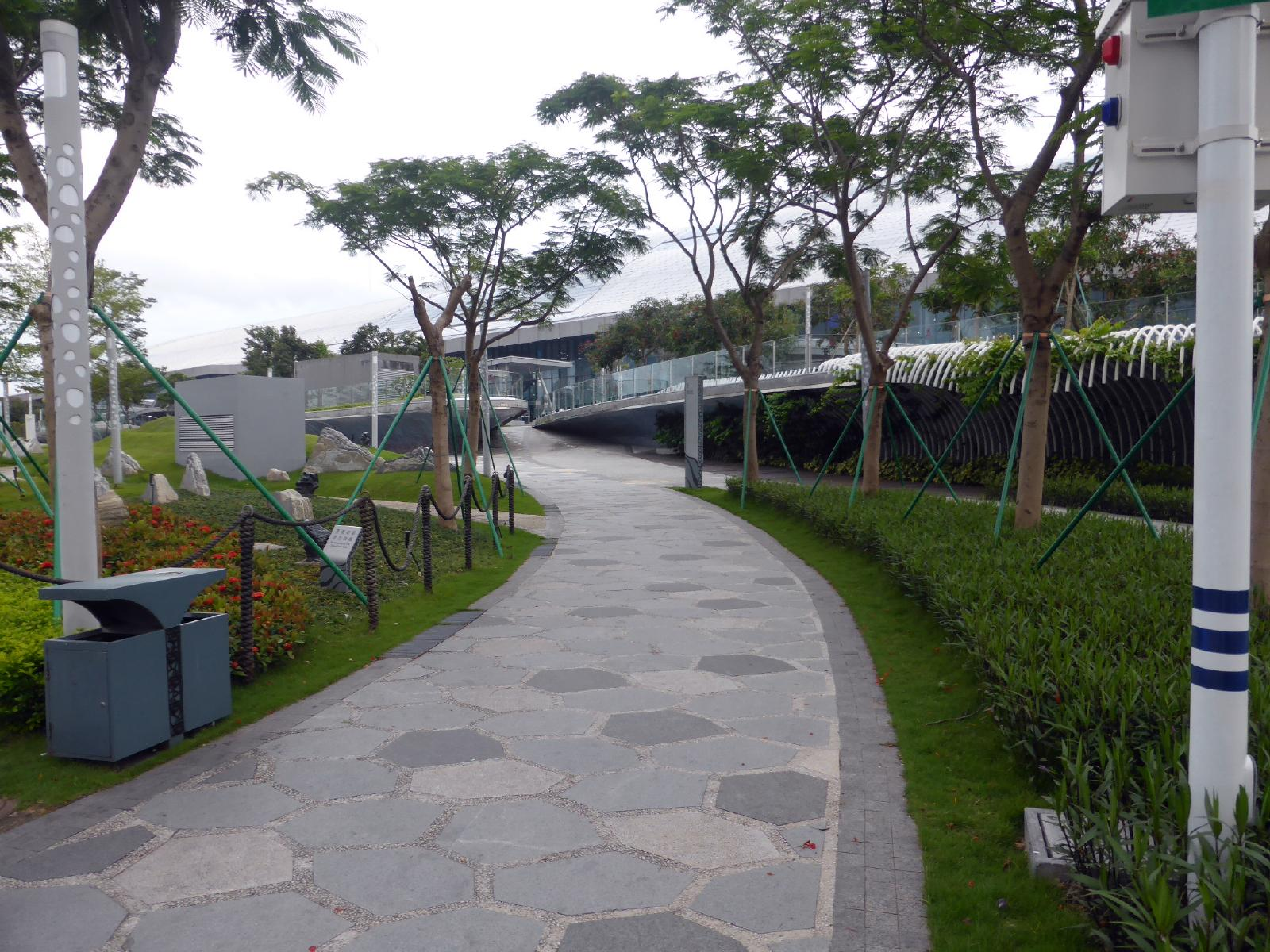
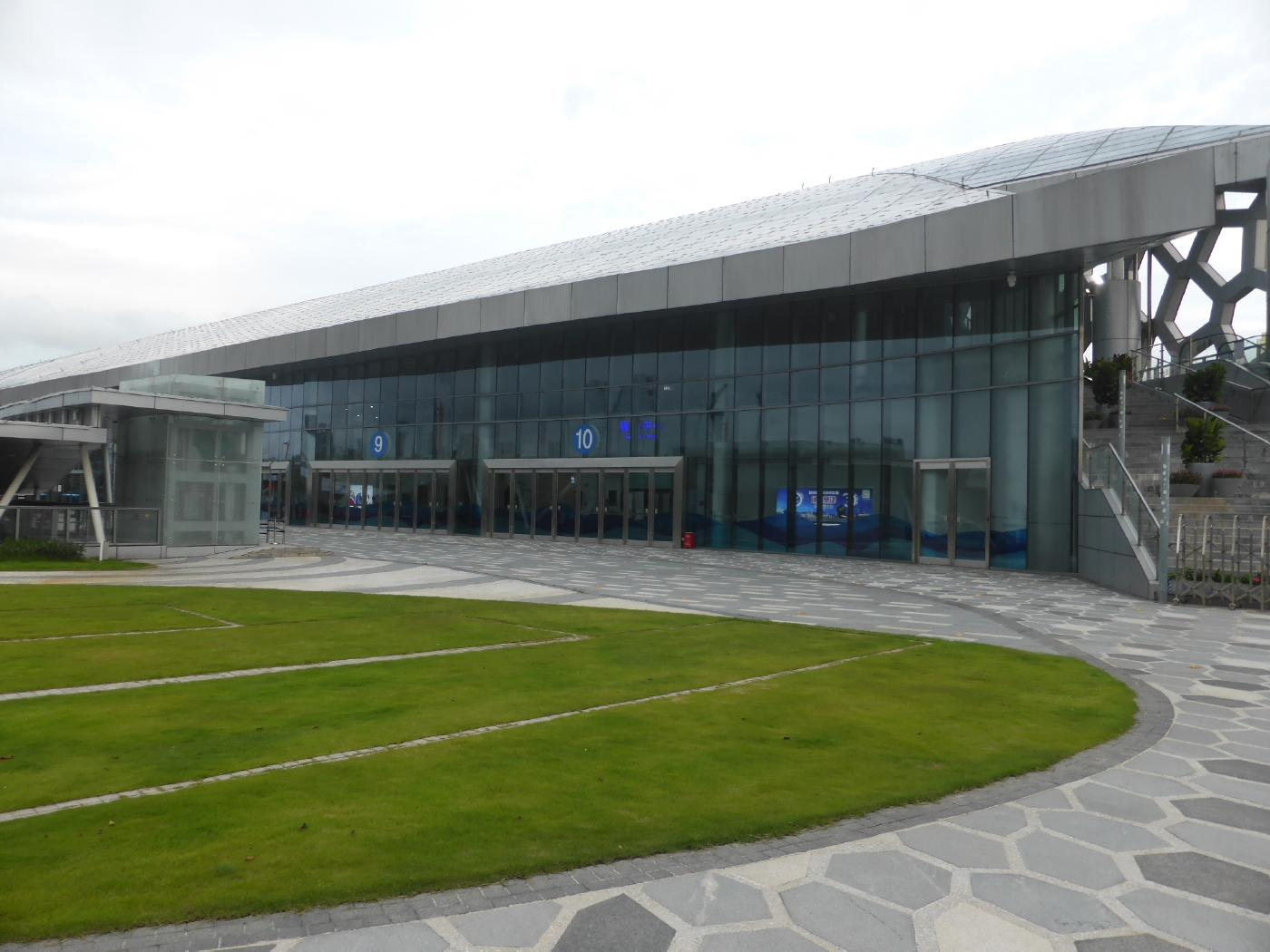
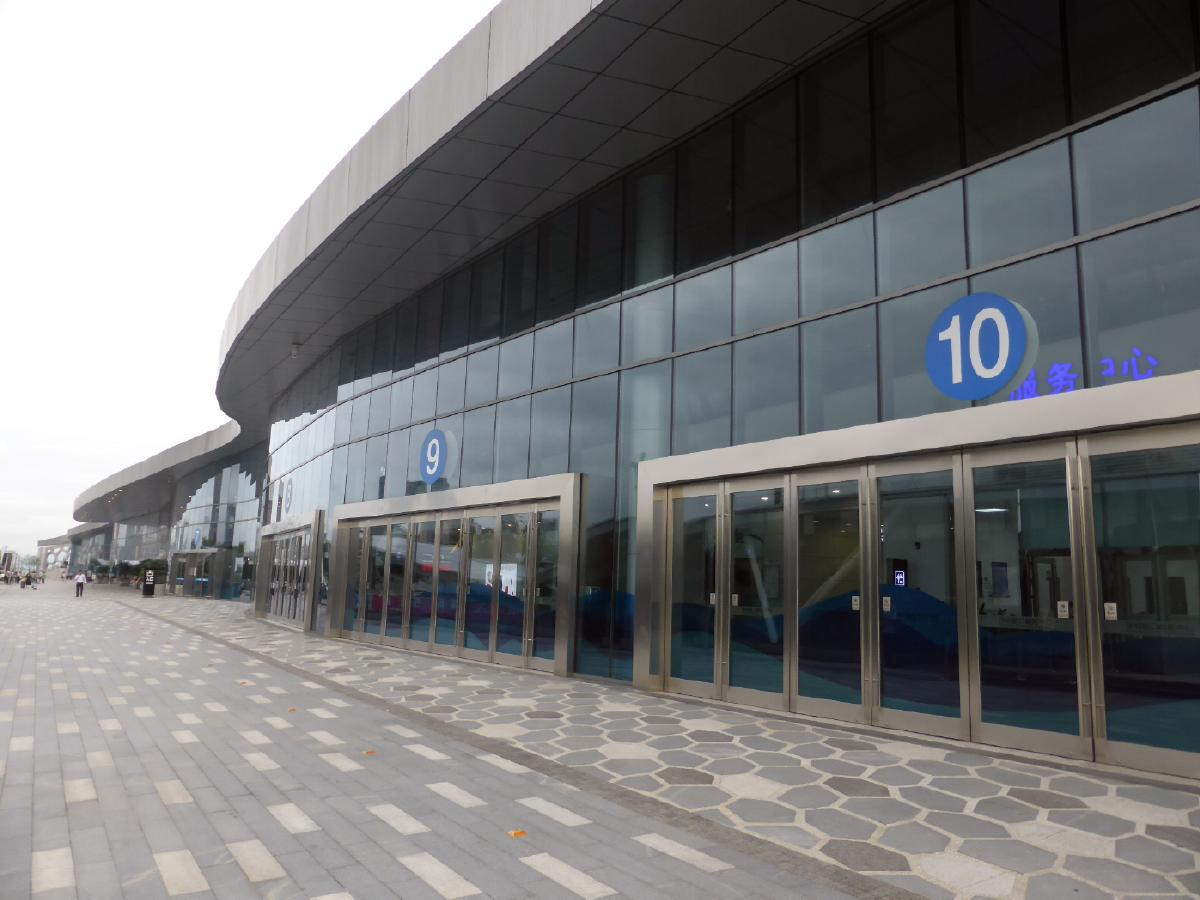
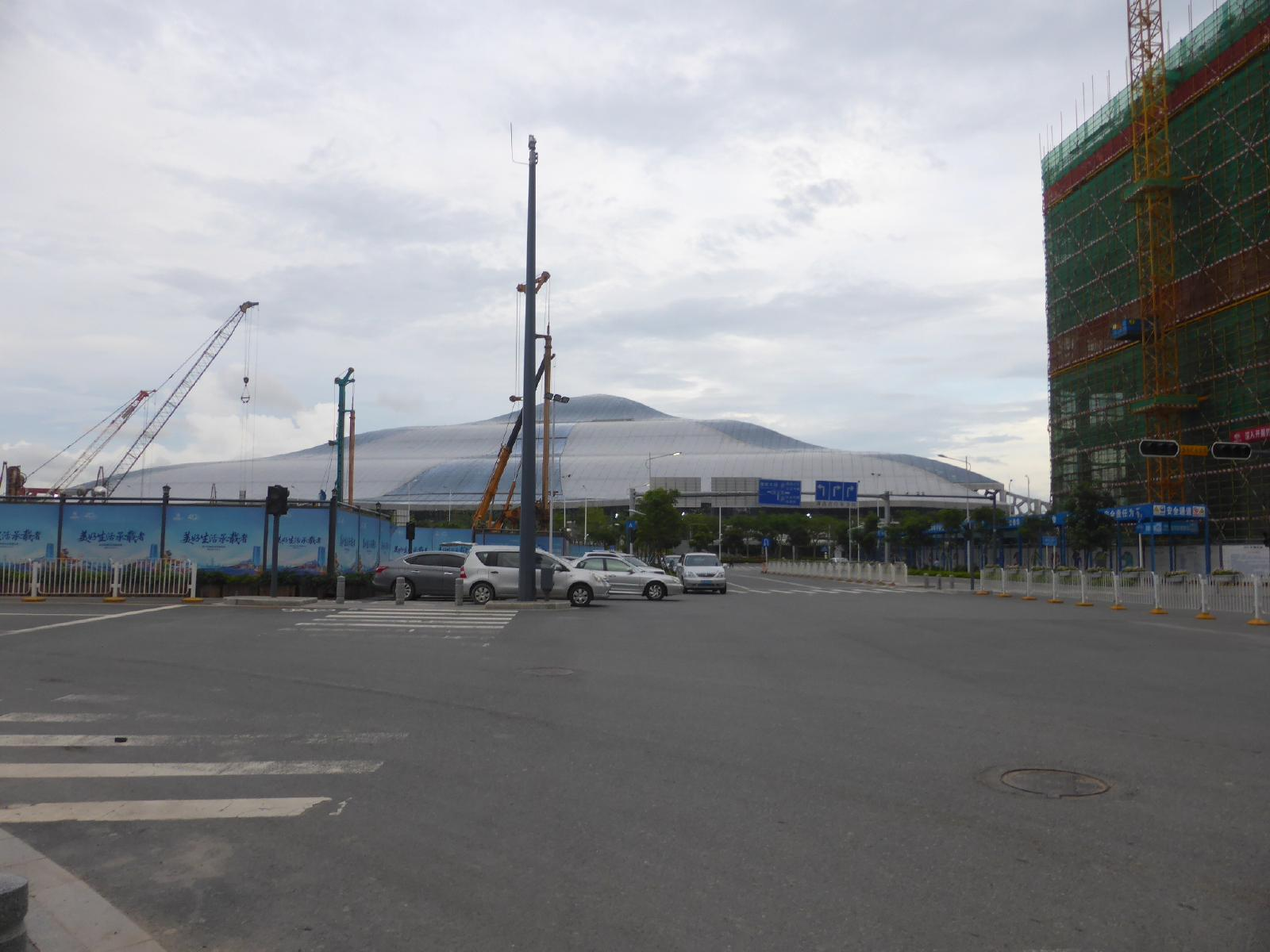
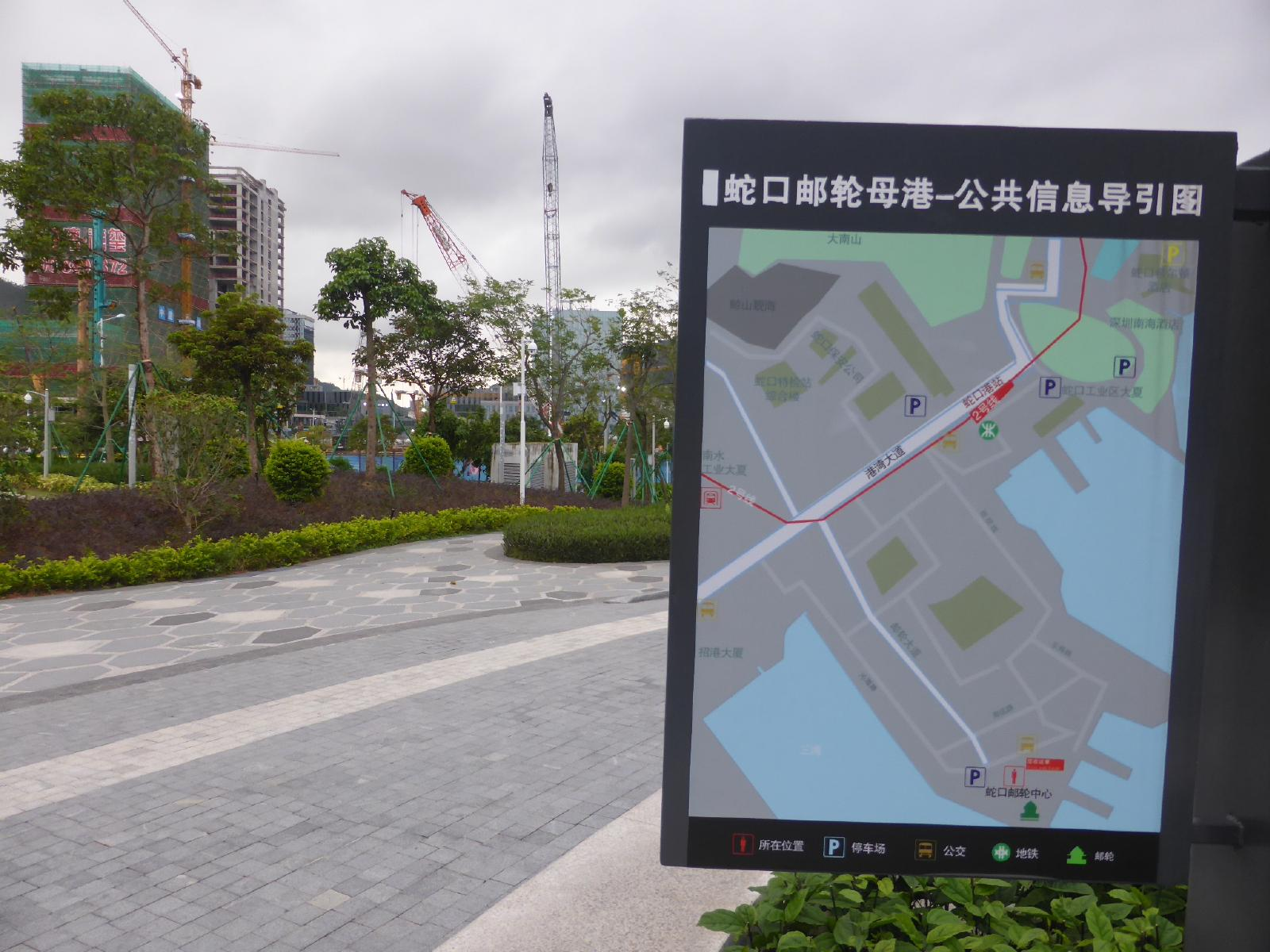
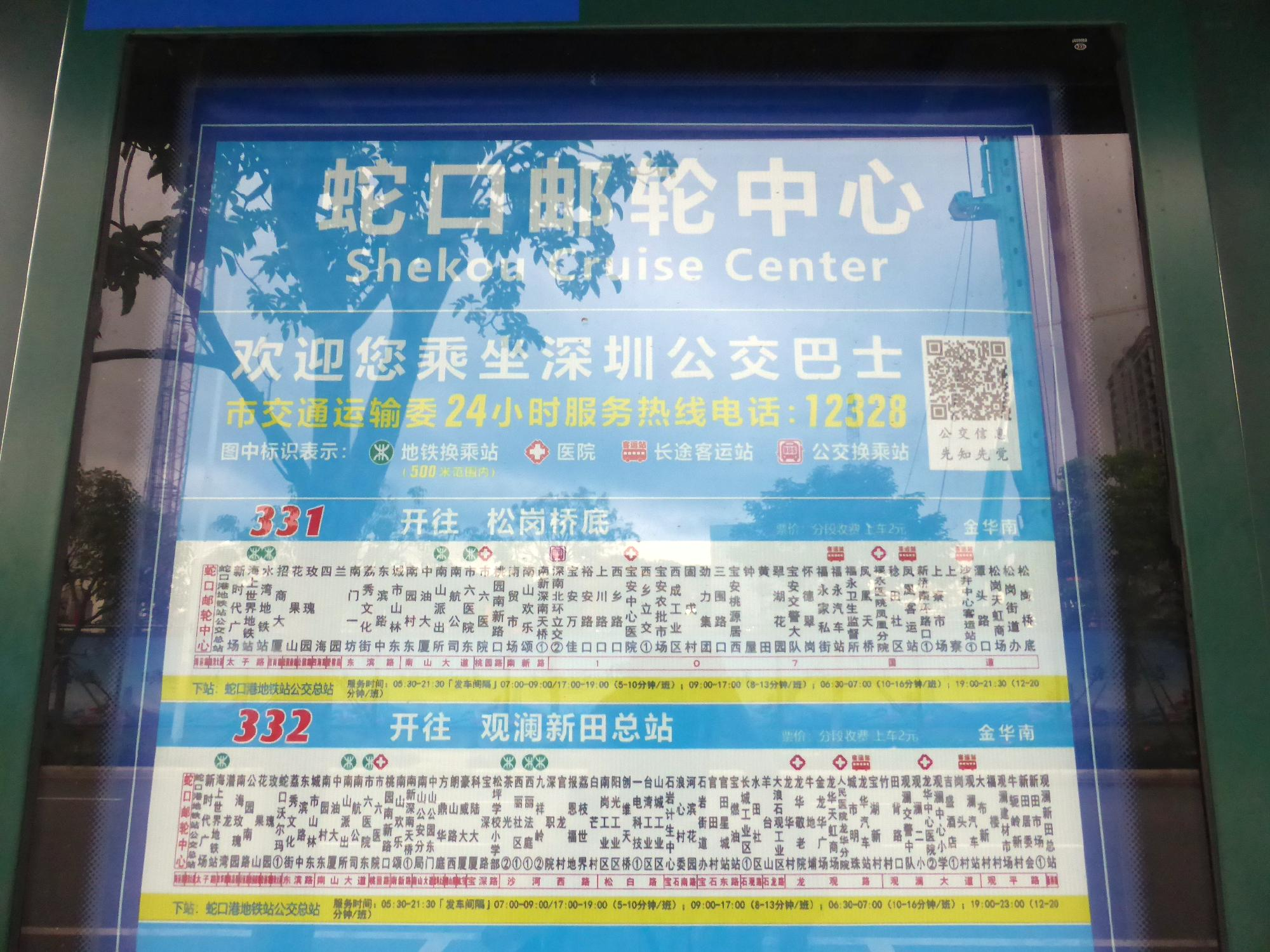
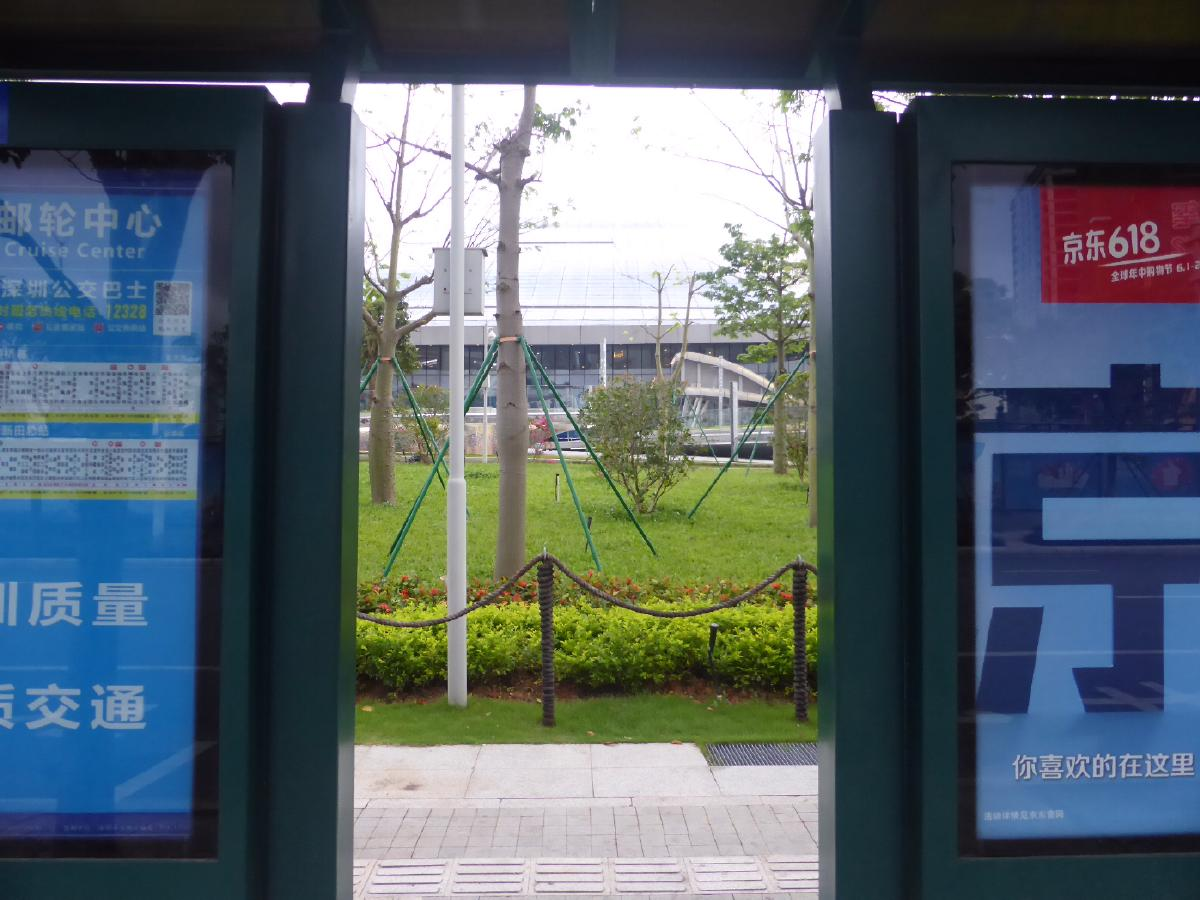